# Mount Greville
Mount Greville är ett berg i Australien. Det ligger i regionen Scenic Rim och delstaten Queensland, omkring 85 kilometer sydväst om delstatshuvudstaden Brisbane. Toppen på Mount Greville är 720 meter över havet.
Runt Mount Greville är det mycket glesbefolkat, med 5 invånare per kvadratkilometer.. Närmaste större samhälle är Boonah, omkring 20 kilometer nordost om Mount Greville. 
I omgivningarna runt Mount Greville växer huvudsakligen savannskog. Genomsnittlig årsnederbörd är 1 402 millimeter. Den regnigaste månaden är januari, med i genomsnitt 269 mm nederbörd, och den torraste är september, med 37 mm nederbörd.